# Arrondissement de la Saale
L'arrondissement de la Saale est un arrondissement  (Landkreis en allemand) de Saxe-Anhalt (Allemagne). Son chef-lieu est Mersebourg. La ville-arrondissement de Halle est enclavée en son milieu.

## Villes, communes et communautés d'administration
(nombre d'habitants en 2010)
| Einheitsgemeinden 1. Bad Dürrenberg, ville (12 339) 2. Bad Lauchstädt, ville (9 222) 3. Braunsbedra, ville (12 069) 4. Kabelsketal (9 007) 5. Landsberg (Saalekreis), ville (15 424) 6. Leuna, ville (14 471) 7. Mersebourg, ville (35 419) 8. Mücheln (Geiseltal), ville (9 368) 9. Petersberg (Saalekreis) (10 384) 10. Querfurt, ville (11 833) 11. Salzatal (12 601) 12. Schkopau (11 458) 13. Teutschenthal (14 105) 14. Wettin-Löbejün, ville (10 737) | Verbandsgemeinde Weida-Land (siège à Nemsdorf-Göhrendorf) 1. Barnstädt (1 114) 2. Farnstädt (1 614) 3. Nemsdorf-Göhrendorf * (900) 4. Obhausen (2 412) 5. Schraplau, ville (1 179) 6. Steigra (1 290) |

Localisation des communes dans l'arrondissement.